# 매리너 1호
매리너 1호(영어: Mariner 1)는 미국 최초의 행성 탐사선이다. 1962년 7월 22일에 발사되었지만 발사 293초 후 비행 시스템에 오류가 발생해 발사에 실패하고 파괴 명령에 의해서 폭파되었다. 잔해는 대서양에 낙하한 것으로 추정된다.

## 같이 보기
- 매리너 계획
- 금성